# 免费商用字体
免费商用字体指无需付费即可用于商业用途的字体，是中文字体网站常用的一种字体类别。与开源字体相比，免费商用字体强调其无需付费的特点，但是免费商用字体相对开源字体为用户设下更多关于版权和改作的限制，因此并不属于开源软件；开源字体则通常属于免费商用字体。与之相对的概念免费非商用字体则往往针对个人或非商业用途免费，但无法用于或者需要付费才能用于商业用途。

## 背景
传统的字体设计是一项艰难的工作，设计一款字体往往需要数月甚至数年才能完成。长期以来，商业字体在字体领域都是占据主导地位，鲜有免费商用字体出现在大众视野。在人们常用的Windows、MacOS两款PC操作系统自带的字体中，几乎都是商业字体，无法免费用于商业目的。
近年来，字体侵权官司频频出现， 越来越多的平台和设计师为社会公众开发免费商用字体， 尝试解决缺乏免费可商用的公益字体的问题。根据猫啃网的数据，截至2021年8月8日，377款免费商用字体中，约80%的免费商用字体是2017年以后制作出来的，仅仅2020年一年就有150款字体。另外有相当一部分新出现的免费商用字体，是修改或补全自开源的字体，思源系列字体也成为修改创建新中文字体的首选来源。

## 中文免费商用字体
以下列出一些中文免费商用字体的代表。
| 字体类别 | 字体名称         | 作者              | 发布时间   | 简体支持 | 繁体支持 |
| -------- | ---------------- | ----------------- | ---------- | -------- | -------- |
| 黑体     | 思源黑体         | Adobe&谷歌        | 2017年7月  | 是       | 是       |
| 黑体     | 阿里巴巴普惠体   | 阿里巴巴集团      | 2019年4月  | 是       | 是       |
| 黑体     | IBM Plex Sans    | IBM               | 2022年     | 是       | 是       |
| 方正黑体 | 方正字库         | 2017年3月         | 是         | 是       |          |
| 宋体     | 思源宋体         | Adobe&谷歌        | 2017年4月  | 是       | 是       |
| 宋体     | 方正书宋         | 方正字库          | 2015年8月  | 是       | 是       |
| 楷体     | 文鼎UKAI         | 文鼎科技          | 2008年2月  | 是       | 是       |
| 楷体     | 方正楷体         | 方正字库          | 2015年8月  | 是       | 是       |
| 圆体     | 猫啃网糖圆体     | 猫啃网 x 夜煞之乐 | 2020年8月  | 是       | 是       |
| 圆体     | Open 粉圆        | Justfont          | 2020年3月  | 否       | 是       |
| 仿宋体   | 方正仿宋         | 方正字库          | 2015年8月  | 是       | 是       |
| 手写体   | 小赖字体         | 落霞孤鹜          | 2020年6月  | 是       | 是       |
| 手写体   | 851手写杂书体    | 8:51:22 pm        | 2016年5月  | 是       | 是       |
| 手写体   | 宅在家自动笔     | 天天宅在家        | 2019年7月  | 是       | 是       |
| 创意体   | WD-XL滑油字      | 夜煞之乐          | 2020年12月 | 是       | 是       |
| 创意体   | 霞鹜漫黑         | 落霞孤鹜          | 2021年1月  | 是       | 是       |
| 创意体   | 字体圈欣意冠黑体 | 字体圈Design      | 2020年4月  | 是       | 是       |